# Josip Brekalo
Josip Brekalo (Zagreb, 23 de junio de 1998) es un futbolista croata. Juega como centrocampista y su equipo es la ACF Fiorentina de la Serie A.

## Trayectoria
Se formó futbolísticamente en las inferiores del Dinamo Zagreb. Debutó con el primer equipo el 19 de diciembre de 2015 contra el Inter Zaprešić. El 15 de mayo de 2016 fichó por el VfL Wolfsburgo de la Bundesliga por 10 millones de euros.
El 31 de enero de 2017 fue enviado a préstamo al VfB Stuttgart por el resto de la temporada. Regresó al Wolfsburgo en enero de 2018.

## Selección nacional
Fue internacional en categorías inferiores con la selección de Croacia y participó en el Campeonato Europeo Sub-17 de la UEFA 2015 y el Campeonato Europeo de la UEFA Sub-19 2016.
Debutó con la selección absoluta de Croacia el 15 de noviembre de 2018 en la victoria por 3-2 sobre España en la Liga de Naciones.

## Estadísticas

### Clubes
Actualizado al último partido disputado el 19 de abril de 2025.
| Club                                | Div.          | Temporada     | Liga  | Liga  | Copas nacionales | Copas nacionales | Copas internacionales | Copas internacionales | Total | Total |
| Club                                | Div.          | Temporada     | Part. | Goles | Part.            | Goles            | Part.                 | Goles                 | Part. | Goles |
| ----------------------------------- | ------------- | ------------- | ----- | ----- | ---------------- | ---------------- | --------------------- | --------------------- | ----- | ----- |
| G. N. K. Dinamo Zagreb II · Croacia | 2.ª           | 2015-16       | 9     | 0     | —                | —                | —                     | —                     | 9     | 0     |
| G. N. K. Dinamo Zagreb II · Croacia | Total club    | Total club    | 9     | 0     | 0                | 0                | 0                     | 0                     | 9     | 0     |
| G. N. K. Dinamo Zagreb · Croacia    | 1.ª           | 2015-16       | 8     | 0     | 3                | 1                | 0                     | 0                     | 11    | 1     |
| G. N. K. Dinamo Zagreb · Croacia    | Total club    | Total club    | 8     | 0     | 3                | 1                | 0                     | 0                     | 11    | 1     |
| VfL Wolfsburgo II · Alemania        | 4.ª           | 2016-17       | 2     | 0     | —                | —                | —                     | —                     | 2     | 0     |
| VfL Wolfsburgo II · Alemania        | Total club    | Total club    | 2     | 0     | 0                | 0                | 0                     | 0                     | 2     | 0     |
| VfL Wolfsburgo · Alemania           | 1.ª           | 2016-17       | 4     | 0     | 0                | 0                | —                     | —                     | 4     | 0     |
| VfB Stuttgart · Alemania            | 2.ª           | 2016-17       | 11    | 1     | —                | —                | —                     | —                     | 11    | 1     |
| VfB Stuttgart · Alemania            | 1.ª           | 2017-18       | 14    | 1     | 3                | 1                | —                     | —                     | 17    | 2     |
| VfB Stuttgart · Alemania            | Total club    | Total club    | 25    | 2     | 3                | 1                | 0                     | 0                     | 28    | 3     |
| VfL Wolfsburgo · Alemania           | 1.ª           | 2017-18       | 15    | 4     | 0                | 0                | —                     | —                     | 15    | 4     |
| VfL Wolfsburgo · Alemania           | 1.ª           | 2018-19       | 25    | 3     | 2                | 0                | —                     | —                     | 27    | 3     |
| VfL Wolfsburgo · Alemania           | 1.ª           | 2019-20       | 30    | 3     | 2                | 1                | 9                     | 3                     | 41    | 7     |
| VfL Wolfsburgo · Alemania           | 1.ª           | 2020-21       | 29    | 7     | 2                | 0                | 2                     | 0                     | 33    | 7     |
| VfL Wolfsburgo · Alemania           | 1.ª           | 2021-22       | 1     | 0     | 1                | 1                | ―                     | ―                     | 2     | 1     |
| Torino F. C. · Italia               | 1.ª           | 2021-22       | 32    | 7     | 1                | 0                | ―                     | ―                     | 33    | 7     |
| Torino F. C. · Italia               | Total club    | Total club    | 32    | 7     | 1                | 0                | 0                     | 0                     | 33    | 7     |
| VfL Wolfsburgo · Alemania           | 1.ª           | 2022-23       | 6     | 0     | 1                | 0                | ―                     | ―                     | 7     | 0     |
| VfL Wolfsburgo · Alemania           | Total club    | Total club    | 110   | 17    | 8                | 2                | 11                    | 3                     | 129   | 22    |
| ACF Fiorentina · Italia             | 1.ª           | 2022-23       | 6     | 0     | 1                | 0                | 4                     | 0                     | 11    | 0     |
| ACF Fiorentina · Italia             | 1.ª           | 2023-24       | 11    | 1     | 2                | 0                | 5                     | 0                     | 18    | 1     |
| ACF Fiorentina · Italia             | Total club    | Total club    | 17    | 1     | 3                | 0                | 9                     | 0                     | 29    | 1     |
| H. N. K. Hajduk Split · Croacia     | 1.ª           | 2023-24       | 14    | 2     | 2                | 0                | ―                     | ―                     | 16    | 2     |
| H. N. K. Hajduk Split · Croacia     | Total club    | Total club    | 14    | 2     | 2                | 0                | 0                     | 0                     | 16    | 2     |
| Kasımpaşa S. K. Turquía             | 1.ª           | 2024-25       | 23    | 4     | 0                | 0                | ―                     | ―                     | 23    | 4     |
| Kasımpaşa S. K. Turquía             | Total club    | Total club    | 23    | 4     | 0                | 0                | 0                     | 0                     | 23    | 4     |
| Total carrera                       | Total carrera | Total carrera | 240   | 33    | 20               | 4                | 20                    | 3                     | 280   | 40    |
| 1. 2.                               |               |               |       |       |                  |                  |                       |                       |       |       |

### Selección nacional
| Absoluta · Croacia                                                                                           | 2018  | - | - | 2  | 0 | - | - | 2  | 0 |
| Absoluta · Croacia                                                                                           | 2019  | 1 | 0 | 8  | 0 | - | - | 9  | 0 |
| Absoluta · Croacia                                                                                           | 2020  | - | - | 6  | 1 | - | - | 6  | 1 |
| Absoluta · Croacia                                                                                           | 2021  | 2 | 0 | 8  | 1 | - | - | 10 | 1 |
| Absoluta · Croacia                                                                                           | Total | 3 | 0 | 24 | 2 | 0 | 0 | 27 | 2 |
| (1) Incluye los partidos de la Liga de Naciones de la UEFA (2019) y la clasificación para la Eurocopa (2020) |       |   |   |    |   |   |   |    |   |

## Palmarés

### Campeonatos nacionales
| Título        | Club                   | País     | Año     |
| ------------- | ---------------------- | -------- | ------- |
| Prva HNL      | G. N. K. Dinamo Zagreb | Croacia  | 2015-16 |
| 2. Bundesliga | VfB Stuttgart          | Alemania | 2016-17 |